# Шатолен
Шатолен (фр. Châteaulin, брет. Kastellin) — город на северо-западе Франции, находится в регионе Бретань, департамент Финистер, центр округа Шатолен, кантон Крозон. Расположен на востоке полуострове Бретань, в 46 км к юго-востоку от Бреста и в 27 км к северу от Кемпера, в 3 км от национальной автомагистрали N165. На территории города соединяются река Он и канал Нант — Брест. В левобережной части города находится железнодорожная станция Шатолен-Амбраншман линии Савене-Ландерно.
Население (2019) — 5 164 человека.

## История

### Античность
Многочисленные мегалитические памятники, найденные на территории коммуны Шатолен (менгиры,  дольмены,  кромлехи,  курганы), свидетельствуют о присутствии человека здесь в доисторический период. В кельтскую эпоху практически вся территория нынешнего департамента Финистер принадлежала племени осисмиев; раскопки позволили обнаружить фрагменты их лагеря на горе Неве в Локронане.
Из-за стратегического положения Шатолена, расположенного между Каре (бывшим главным городом римлян в Нижней Бретани) , полуостровом Крозон и мысом Сизуэн, римляне построли здесь укрепленный форт,  свидетельством существования которого являются найденные при раскопках черепица и кирпичи.  Через Шатолен проходили две римские дороги: стратегическая дорога, соединяющая Ле-Ман с Камаре через Ренн и Каре, и дорога местного значения из Шатолена (или Каре) к полуострову Крозон. 

### Средние Века
Около 490 года Святой Гвеноле основал в устье реки Он аббатство Ландевеннек. Около  500 года, поднимаясь вверх по реке  к горе Нен, он встретил человека, известного как Святой Идюне (Итбен, Ибен, Дибоен). Он передал Святому Гвеноле земли, полученные им в дар от короля  Градлона Великого. Считается, что Святой Идюне жил в хижине на горе Нен, отсюда возник топоним Кастель-Нен, трансформировавшийся потом в Шатолен.
Холм, окруженный рекой Он и прудами, представлял собой прекрасное место для ведения обороны; в X веке здесь был построен замок. Когда в 1066 году графы Корнуэя унаследовали герцогскую корону, Шатолен стал частью владений герцогов Бретани.  В  конце X века, чтобы способствовать росту города вокруг замка, герцоги Бретани ввели специальное правило «согласия  герцога»: крепостного, оставившего своего господина, нельзя было преследовать, если он укрылся в Шатолене и оставался там в течение года и одного дня, не выходя из него. В 1163 году виконт Руэлен дю Фау похитил виконта Эрве I де Леона и его сына и запер их в замке Шатолен. Амон, епископ Леонский, при содействии герцога Бретани Конана IV осадил замок и овладел им.  В 1373 году, во время Столетней войны, замок был сожжен англичанами при отходе перед наступлением королевской армии во главе с  Дю Гекленом. Он так и не был восстановлен, а его руины служили источником камня для строительства домов и расширения часовни Нотр-Дам. 
Около  1250 года герцог Бретани Жан I Рыжий окружает земли герцогского владения Шатолен стеной длиной 32 километра. Точная цель возведения такой стены осталась неизвестной. Некоторые историки считают, что стена была призвана защитить герцогские владения от притязаний соседних аббатств. Эта стена, от которой сохранилось несколько участков, состояла из камней  и достигала в высоту  2,30 метра. На протяжении веков она не переставала интриговать местных крестьян. Родилась легенда, что дьявол построил ее за одну ночь, поэтому  стену стали называть стеной Дьявола или, по-бретонски, «moguer an diaoul».

### Новое время
Шатолен традиционно специализировался на вылове лосося. До 1540 года промысел лосося принадлежал аббатству Ландевеннек, которому его в конце XI века передал герцог Бретани Ален IV. В XVII веке король забрал себе право вылова лосося в Оне: свежий лосось доставляется в Париж, лосось значится на гербе Шатолена, а жителей города прозвали «Пен Эог», то есть «лососевые головы». Рыбный промысел был разрушен в начале XIX века при строительстве канала Нант-Брест. С другой стороны, канал существенно облегчил транспортировку сланцев, добыча которых с XVIII века стала основой экономики города – к 1874 году в округе Шатолена функционировало 52 сланцевых карьера. 
В декабре 1595 года, во время Религиозных войн, граф де Маньян, капитан герцога де Меркёр, получил от коменданта Кемпера разрешение пройти со своими войсками через Шатолен. Соблазнившись богатством жителей Шатолена, он в течение пятнадцати дней грабил город и его окрестности. 
В 1675 году Шатолен захватило  Восстание гербовой бумаги. Утром 9 июня 1675 года, узнав о прибытии в Шатолен королевского лейтенанта Нижней Бретани маркиза де ла Коста, которому был поручен сбор габели, крестьяне тридцати соседних приходов вооружились вилами, железными палками, ружьями и мушкетами и двинулись на город. Они напали на маркиза де ла Коста и ранили его; маркизу и его людям удалось бежать из Шатолена, а сам город на три месяца перешел под управление восставших крестьян, прежде чем бунт был подавлен королевскими войсками.
В первой половине XVIII века Шатолен имеет вид большого поселка. В городе едва насчитывается сотня домов, из которых более половины больше похожи на бараки. 
В результате административной реформы 1790 года Шатолен получил статус супрефектуры (центра округа). Революционные власти стремились уничтожить все, что напоминало о прошлом. Республиканский календарь заменил григорианский. «По просьбе народа» Шатолен был переименован в Сите-сюр-Аон, затем в Монтань-сюр-Аон, Виль-сюр-Аон, и только через несколько лет после окончания революции вернул свои историческое название.
В 1860-х годах, несмотря на некоторые улучшения (строительство нового моста, обустройство доков, строительство Орлеанского вокзала), Шатолен по-прежнему выглядит как большой поселок. Его улицы узкие и грязные, церкви Святого Идюне и Нотр-Дам находятся в очень плохом состоянии.  Начиная с 1865 года в городе начали вести строительные работы, которые значительно изменили облик Шатолена: был построен крытый рынок, перестроена церковь Святого Идюне, открыты новые школы. В 1836 году через Шатолен прошел канал Нант-Брест. 
В 1864 году была построена железная дорога Нант(Савене)-Кемпер-Ландерно, прошедшая через Шатолен.  Для преодоления изоляции Центральной Британии, страдавшей от очевидного отсутствия путей сообщения, в конце XIX века было принято решение о строительстве узкоколейной железной дороги из Шатолена в Каре, функционировавшей до 1967 года.

## Достопримечательности
- Церковь Святого Идюне середины XIX века в стиле неоготика
- Часовня Нотр-Дам XV-XVI на высоком холме над рекой Он
- Виадук начала XX века

## Экономика
Добыча лосося. Птицеводство. Туризм.
Структура занятости населения:
- сельское хозяйство — 1,2 %
- промышленность — 24,1 %
- строительство — 1,8 %
- торговля, транспорт и сфера услуг — 39,2 %
- государственные и муниципальные службы — 33,7 %

Уровень безработицы (2018) — 12,4 % (Франция в целом —  13,4 %, департамент Финистер — 12,1 %). 

Среднегодовой доход на 1 человека, евро (2018) — 20 770 (Франция в целом — 21 730, департамент Финистер — 21 970).

## Демография
Динамика численности населения, чел.

## Администрация
Пост мэра Шатолена с 2008 года занимает член партии Республиканцы Гаэль Никола (Gaëlle Nicolas). На муниципальных выборах 2020 года возглавляемый ею правый блок победил в 1-м туре, получив 55,05 % голосов.
| Период | Период | Фамилия             | Партия                                                | Примечания                                                                          |
| ------ | ------ | ------------------- | ----------------------------------------------------- | ----------------------------------------------------------------------------------- |
| 1971   | 1983   | Жак Ле Гиадер-Депре | Союз за французскую демократию                        | нотариус                                                                            |
| 1983   | 1995   | Эрве Тиневес        | Объединение в поддержку республики                    | ветеринар, член Генерального совета департамента, член Регионального совета Бретани |
| 1995   | 2008   | Иоланда Буаэр       | Социалистическая партия                               | преподаватель испанского языка, сенатор                                             |
| 2008   |        | Гаэль Никола        | Разные правые Союз за народное движение Республиканцы | адвокат, член Регионального совета Бретани                                          |

## Города-побратимы
- Гриммен, Германия
- Клонакилти, Ирландия

## Знаменитые уроженцы
- Ален IV (1060—1119), герцог Бретани
- Жюльен Космао (1761−1825), контр-адмирал, герой Трафальгарского сражения

## Галерея
- Церковь Святого Идюне
- Часовня Нотр-Дам
- Мост через реку Он
- Мэрия
- Центр города